# Rapid Apophis Mission for Space Safety
Pour les articles homonymes, voir RAMSES.
Rapid Apophis Mission for Space Safety, plus communément désignée par son acronyme RAMSES, est une mission spatiale de l'Agence spatiale européenne dont l'objectif est d'effectuer un rendez-vous avec l'astéroïde géocroiseur (99942) Apophis qui passera à 32 000 kilomètres (0,08 distance lunaire) de la surface de la Terre le 13 avril 2029. L'engin spatial, qui se placera à proximité de l'astéroïde deux mois avant son passage le plus proche de la Terre et restera près de celui-ci jusqu'en août 2029, doit étudier les modifications induites par les forces de marée que subira l'astéroïde lors de ce passage, lesquelles affecteront la rotation et l'orientation d'Apophis et pourraient produire des mouvements de surface et internes. La mission contribuera à déterminer la réponse d'un astéroïde soumis à des forces extérieures et fournira des informations sur sa composition, sa structure interne, sa cohésion, sa masse, sa densité et sa porosité. L'agence spatiale américaine, la NASA, a prévu également d'étudier Apophis avec la mission OSIRIS-APEX qui n'est autre que la sonde spatiale OSIRIS-REx dont la mission est étendue à la visite d'Apophis en 2029. Mais celle-ci n'arrivera sur l'astéroïde que quelques semaines après le passage le plus proche de la Terre, et étudiera les conséquences potentielles à long terme.

## Contexte

### Prise en compte de la menace des objets géocroiseurs
Le risque d'impact d'un objet géocroiseur (astéroïde ou comète) avec la Terre est une menace qui est prise en considération depuis les années 1990. Les États-Unis d'abord puis l'Union européenne et enfin la Chine ont mis en place des programmes de défense planétaire. Ceux-ci porte principalement sur le recensement des corps célestes d'une certaine taille susceptibles d'impacter la Terre ainsi que sur les techniques permettant de les dévier de leur trajectoire. La NASA a testé une méthode de déviation d'un objet géocroiseur par impact (mission DART) dont le résultat sera mesuré en détail par la mission Hera de l'Agence spatiale européenne lancée le 7 Octobre 2024 depuis Cap Canaveral.

### Astéroïde Apophis

Passage d'Apophis : L'approche de 99942 Apophis (auparavant provisoirement désigné 2004 MN4) près de la Terre et de la Lune le vendredi 13 avril 2029. La petite barre blanche indique l'incertitude dans la gamme des positions possibles.

L'astéroïde Apophis d'un diamètre de 375 mètres est l'objet géocroiseur le plus menaçant connu à ce jour compte tenu de son orbite qui frôle périodiquement la Terre et de sa taille qui en cas d'impact pourrait causer des dégâts catastrophiques. Le 13 avril 2029, Apophis passera à seulement 32 000 kilomètres de la Terre et sera visible à l'œil nu par plus de 2 milliards de personnes dans le ciel nocturne de la plus grande partie de l'Europe et de l'Afrique ainsi que dans certaines parties de l'Asie. Les astronomes ont calculé qu'un passage à aussi faible distance d'un objet de cette taille ne se produisait qu'une fois tous les 5 000 à 10 000 ans.

### Le survol de la Terre par Apophis: une opportunité unique
L'étude détaillée des objets géocroiseurs nécessite habituellement de lancer une sonde spatiale sur une longue trajectoire et d'organiser un rendez-vous à grande distance de la Terre. Le survol de la Terre par Apophis offre une opportunité unique d'étude à faible distance de notre planète. Apophis est par ailleurs représentatif par sa taille de la catégorie d'objets géocroiseurs dont l'impact doit être à tout prix évité. Enfin, les transformations subie par l'astéroïde et provoquées par les forces de marée générées par la Terre lors du survol donneront des informations précieuses (cohésion de l'astéroïde, ...) pour la conception d'une mission destinée à détourner un astéroïde géocroiseur (par exemple par impact).

## Historique du projet
Deux études ont été financées en 2023-2024 par l'Agence spatiale européenne dans la perspective du survol de la Terre par Apophis. La mission Satis repose sur la mise en œuvre d'un CubeSat 12U. La mission RAMSES, acronyme de Rapid Apophis Mission for SpacE Safety (en français mission rapide Apophis pour la sécurité spatiale), est une mission plus ambitieuse qui utilise un engin dérivé de la sonde spatiale européenne Hera (lancée le 7 octobre 2024) pour gérer les contraintes de délai en minimisant les nouveaux développements. Le financement définitif du projet doit être confirmé en novembre 2025. Des fonds ont été débloqués en juillet 2024 pour détailler la mission RAMSES et notamment lancer la phase de préparation. Le 17 octobre 2024, lors du Congrès international d'astronautique qui s'est tenu à Milan, l'Agence spatiale européenne a signé un contrat industriel avec OHB Italy SpA pour commencer le développement.

## Caractéristiques techniques de la sonde
Les caractéristiques de la sonde spatiale RAMSES dérivent de celles de la sonde spatiale européenne Hera, qui a été lancée le 7 octobre 2024. Sa plateforme s'en différencie par des panneaux solaires plus petits et des résistances chauffantes moins puissantes (la sonde spatiale restant plus près du Soleil que Hera), une antenne parabolique plus petite (RAMSES sera plus proche de la Terre durant les phases les plus importantes de la mission), mais nécessitera un delta-v de sa propulsion plus important (> 1560 m/s) ou une masse à vide plus faible. La charge utile comprendra au moins deux caméras visuelles dont au moins une de type AFC (Asteroid Framing Camera) pour réaliser une carte globale d'Apophis et un imageur thermique infrarouge TIRI (Thermal Infra Red Imager) fourni par la JAXA. D'autres instruments sont en discussion. Deux CubeSats 6U  seront largués à proximité d'Apophis et utiliseront RAMSES comme relais de télécommunications comme pour Hera. L'un des deux CubeSats pourrait se poser à la surface d'Apophis avant le survol de la Terre et emporter des instruments tels qu'un sismomètre ou un gravitomètre. L'autre CubeSat pourrait au moins embarquer un radar basse fréquence de même type que celui embarqué par le Cubesat Juventas de la mission Hera,.

## Déroulement de la mission
Pour remplir ses objectifs, la sonde spatiale RAMSES doit rejoindre l'astéroïde deux mois avant son survol de la Terre qui aura lieu le 13 avril 2029. Pour y parvenir, RAMSES doit être lancé par une fusée Ariane 6 ou un autre lanceur durant une fenêtre de lancement d'une durée de 3 semaines qui s'ouvre le 20 avril 2028. Si le développement de l'engin spatial prend du retard et qu'il n'est pas prêt à temps, il serait envoyé vers un autre astéroïde comme 2011 CG2. Dans le cas contraire, après un transit de 10 mois, RAMSES se positionnera à proximité d'Apophis au plus tard le 1er mars 2029 et débutera sa campagne d'observations destinée à mesurer les caractéristiques de l'astéroïde. Dans une première phase, la sonde spatiale circulera en décrivant des arcs hyperboliques à une distance de 20 kilomètres d'Apophis. Dans une deuxième phase la sonde spatiale se maintiendra dans une position fixe en distance et en angle de phase en se rapprochant progressivement de la surface à des distances de 20, 10, 5 et finalement 1 kilomètres. Au plus près, RAMSES produira des images dont la résolution spatiale sera de 10 centimètres. Cette séquence d'observations sera effectuée avant et après le survol de la Terre. Durant la phase de survol de la Terre, une image sera prise toutes les minutes à une distance de 5 kilomètres pour détecter les altérations physiques et dynamiques liées à l'action des forces de marée générées par notre planète,. Une transmission en direct au public des images lors du passage est prévue.

## Coopération avec la NASA et la JAXA
Le 3 Septembre 2024, une coopération spatiale internationale a été créée, à l'initiative du COSpAR afin de renforcer la coopération et de coordonner la planification et l'approche des missions à l'étude vers l'astéroïde (99942) Apophis par les agences spatiales intéressées.
L'agence spatiale américaine, la NASA, a en effet également prévu d'affecter sa sonde spatiale OSIRIS-REx à l'étude d'Apophis en profitant de son passage à proximité de la Terre. La sonde spatiale qui a achevé sa mission primaire en larguant le 24 septembre 2023 la capsule contenant les échantillons de sol de l'astéroïde Bénou, a manœuvré peu après cette opération de manière à se placer en orbite autour de l'astéroïde Apophis quelques semaines après son survol de la Terre. Dans le cadre de cette mission secondaire baptisée OSIRIS-APEX, la sonde spatiale doit étudier les caractéristiques de l'astéroïde durant 18 mois. Il est même prévu qu'elle descende jusqu'à la surface de l'astéroïde et qu'elle étudie les caractéristiques du sol en utilisant le souffle de ses moteurs-fusées pour soulever des particules du sol,.
Lors des trois workshops Hera, Apophis - 4 et RAMSES qui se sont déroulés à l'Université de Tokyo du 7 au 11 avril 2025, la mission spatiale  DESTINY+ de l'agence spatiale japonaise, la JAXA, a été intégré à la coopération spatiale internationale. Le nom de cette coopération a également été entérinée par les responsables scientifiques de ces trois missions : AMON-RA+, pour Apophis MONitoring-RamsesApexdestiny+.